# N.P. Fisker
Niels Peter Fisker (9. september 1886 i Hammel – 26. december 1939 på Frederiksberg) var en dansk politiker og minister tilhørende Socialdemokraterne.
Han var søn af kæmner P. Fisker og hustru (født Jensen). 
Niels Peter Fisker var minister for offentlige arbejder 1935-1939 og medvirkede til Kanslergadeforliget i 1933.